# 1974 w muzyce
Wydarzenia muzyczne w 1974 roku.

## Wydarzenia
- 3 stycznia – Pierwsze tournée Boba Dylana od 1966, razem z grupą The Band
- 17 stycznia – Zostaje wydany czternasty album Boba Dylana Planet Waves
- 1 marca – Koncertem w Blackpool rozpoczyna się pierwsza samodzielna trasa grupy Queen promująca album Queen II
- 8 marca – Queen wydaje album Queen II
- 6 kwietnia – ABBA wygrywa Konkurs Piosenki Eurowizji w Brighton w Wielkiej Brytanii z piosenką „Waterloo”i rozpoczyna międzynarodową karierę[1]
- 16 kwietnia – Zespół Queen gra swój pierwszy koncert w USA. Jest to początek trasy koncertowej Queen po Stanach Zjednoczonych jako grupy wspierającej Mott the Hoople
- 25 kwietnia – Pam Morrison, wdowę po Jimie Morrisonie znaleziono martwą w jej apartamencie w Hollywood w Kalifornii po przedawkowaniu heroiny
- Peter Gabriel opuszcza Genesis i rozpoczyna solową karierę
- Rozwiązano zespół Filipinki
- 8 listopada – W Wielkiej Brytanii ukazuje się trzeci studyjny album grupy Queen (drugi w tym roku) – Sheer Heart Attack
- Stowarzyszenie Cnót Wszelakich przyjmuje nazwę Budka Suflera, powstaje „Sen o dolinie”, który datuje oficjalną datę powstania zespołu
- White Christmas Binga Crosby’ego zostaje wprowadzone do Grammy Hall of Fame

## Urodzili się
- 1 stycznia – Yaşar Gaga, turecki piosenkarz i muzyk (zm. 2018)
- 3 stycznia – Piotr Dziubek, polski kompozytor, akordeonista, pianista
- 7 stycznia – Melly Goeslaw, indonezyjska piosenkarka, kompozytorka i aktorka
- 17 stycznia – Jaakko Kuusisto, fiński kompozytor, dyrygent, skrzypek (zm. 2022)
- 18 stycznia – Christian Burns, brytyjski piosenkarz i gitarzysta
- 22 stycznia – Barbara Dex, belgijska piosenkarka
- 23 stycznia – Sampsa Astala, fiński muzyk, perkusista, piosenkarz, autor tekstów i producent muzyczny
- 29 stycznia – Mălina Olinescu, rumuńska piosenkarka (zm. 2011)
- 30 stycznia – John Zwetsloot, szwedzki muzyk, kompozytor i instrumentalista, gitarzysta klasyczny i blackmetalowy
- 1 lutego – Bartłomiej Nizioł, polski skrzypek i pedagog muzyczny
- 2 lutego – Rocky Gray, amerykański muzyk rockowy i perkusista
- 8 lutego – Guy-Manuel de Homem-Christo, francuski muzyk, producent muzyczny, piosenkarz, autor tekstów, DJ, kompozytor i reżyser, członek duetu Daft Punk
- 9 lutego – Krzysia Górniak, polska gitarzystka jazzowa, kompozytor, aranżer, producent, filozof
- 13 lutego – Robbie Williams, brytyjski wokalista
- 15 lutego – Mr. Lordi, właśc. Tomi Petteri Putaansuu, fiński piosenkarz, autor tekstów i muzyk zespołu Lordi
- 17 lutego – Edvin Marton, węgierski kompozytor i skrzypek
- 22 lutego – James Blunt, brytyjski piosenkarz
- 24 lutego – Wuv Bernardo, amerykański perkusista zespołu P.O.D.
- 6 marca – Miika Tenkula, fiński wokalista, gitarzysta i kompozytor zespołu Sentenced (zm. 2009)
- 17 marca – Piotr Pławner, polski skrzypek, solista, pedagog, laureat Pierwszej Nagrody X Międzynarodowego Konkursu im. Henryka Wieniawskiego
- 29 marca – Reni Jusis, polska piosenkarka, autorka tekstów i producentka muzyczna
- 1 kwietnia – Richard Christy, amerykański perkusista rockowy, aktor, komik i prezenter radiowy
- 2 kwietnia – Håkan Hellström, szwedzki piosenkarz i autor tekstów
- 3 kwietnia – Maciej Kieres, polski dziennikarz telewizyjny, dokumentalista, pianista, kompozytor (zm. 2025)
- 5 kwietnia – Sandra Bagarić, bośniacka aktorka i śpiewaczka operowa (sopran)
- 8 kwietnia
  - Chino XL, właśc. Derek Keith Barbosa, amerykański raper (zm. 2024)
  - Najden Todorow, bułgarski dyrygent
- 12 kwietnia – Belinda Emmett, australijska aktorka i piosenka (zm. 2006)
- 13 kwietnia
  - Tomasz Grochot, polski perkusista i perkusjonista jazzowy
  - Marta Jandová, czeska piosenkarka, autorka tekstów i aktorka
- 17 kwietnia
  - Mikael Åkerfeldt, szwedzki kompozytor, wokalista i gitarzysta metalowy
  - Victoria Beckham, brytyjska piosenkarka, autorka tekstów, aktorka i tancerka, członkini Spice Girls
- 20 kwietnia – Szymon Krzeszowiec, polski skrzypek; solista, kameralista i pedagog
- 22 kwietnia
  - Krzysztof Ciesielski, polski kontrabasista, gitarzysta basowy
  - Shavo Odadjian, amerykański basista System of a Down
- 23 kwietnia – Carlos Dengler, amerykański basista, muzyk grupy rockowej Interpol
- 24 kwietnia – Jarosław Mamczarski, polski kompozytor i pedagog
- 27 kwietnia – Masami Shiratama, japoński basista
- 29 kwietnia – Anggun, indonezyjska piosenkarka francuskiego pochodzenia
- 4 maja – Monika Wolińska, polska dyrygent i pedagog
- 5 maja
  - Aleksander Kościów, polski kompozytor, altowiolista, pedagog, pisarz
  - Jens Fredrik Ryland, norweski gitarzysta metalowy
- 6 maja – Santeri Kallio, fiński muzyk, kompozytor i multiinstrumentalista, producent muzyczny i inżynier dźwięku
- 10 maja
  - Jes Brieden, amerykańska piosenkarka, autorka tekstów i producentka muzyczna
  - Paweł Gawlik, polski kompozytor, basista, multiinstrumentalista, producent muzyczny, reżyser dźwięku
- 14 maja – Piotr Majchrzak, polski kompozytor
- 16 maja
  - Laura Pausini, włoska piosenkarka
  - Sonny Sandoval, amerykański piosenkarz i raper zespołu P.O.D.
- 17 maja – Andrea Corr, irlandzka wokalistka i flecistka
- 18 maja – Ikke Nurjanah, indonezyjska piosenkarka dangdut
- 19 maja – Emma Shapplin, francuska sopranistka koloraturowa
- 22 maja – Anna Szarek, polska wiolonczelistka i menedżer kultury
- 23 maja
  - Jewel, amerykańska wokalistka, gitarzystka, autorka tekstów, poetka i pisarka
  - Mónica Naranjo, hiszpańska piosenkarka
- 26 maja – Jay Delano, właśc. Jerrel Delano Koningsverdraag, holenderski piosenkarz
- 28 maja – Luis Nubiola, kubański saksofonista jazzowy, kompozytor, nauczyciel
- 30 maja
  - Big L, właśc. Lamont Coleman, amerykański raper (zm. 1999)
  - Cee Lo Green, właśc. Thomas DeCarlo Callaway, amerykański piosenkarz, autor tekstów, producent muzyczny, aktor i biznesmen
- 31 maja – Kenan Doğulu, turecki piosenkarz, kompozytor i autor tekstów
- 1 czerwca
  - Alanis Morissette, kanadyjska piosenkarka
  - Jennifer Walshe, irlandzka kompozytorka, wokalistka, performerka i pedagog
- 4 czerwca – Stefan Lessard, amerykański basista rockowy, muzyk zespołu Dave Matthews Band
- 9 czerwca – Tomas Haugen, norweski muzyk metalowy, kompozytor i multiinstrumentalista, a także producent muzyczny i inżynier dźwięku
- 13 czerwca – Selma Björnsdóttir, islandzka piosenkarka
- 24 czerwca – Magnus Carlsson, szwedzki piosenkarz
- 28 czerwca – Siphiwo Ntshebe, południowoafrykański śpiewak operowy (tenor) (zm. 2010)
- 8 lipca – Żanna Friske, rosyjska aktorka i piosenkarka (zm. 2015)
- 9 lipca
  - Adam Palma, polski gitarzysta sesyjny
  - Nikola Sarcevic, szwedzki basista, wokalista i twórca tekstów grupy Millencolin
- 10 lipca – Imelda May, irlandzka piosenkarka, autorka tekstów i multiinstrumentalistka
- 12 lipca
  - Sharon den Adel, holenderska wokalistka Within Temptation
  - Grzegorz Piotrowski, polski kompozytor, producent muzyczny i multiinstrumentalista
- 14 lipca – Marco Bocchino, włoski piosenkarz pop, kompozytor i autor tekstów
- 15 lipca – Stephen O’Malley, amerykański gitarzysta rockowy, kompozytor i grafik
- 24 lipca – Carl-Michael Eide, norweski muzyk, kompozytor, wokalista, autor tekstów i multiinstrumentalista
- 5 sierpnia – Knut Magne Valle, norweski muzyk rockowy, kompozytor i producent muzyczny
- 8 sierpnia – Aneela, właśc. Anila Mirza, duńska piosenkarka pakistańsko-indyjskiego pochodzenia
- 17 sierpnia
  - Lenka Hlávková, czeska muzykolog, zginęła w strzelaninie na Uniwersytecie Karola w Pradze (zm. 2023)
  - Jacek „Budyń” Szymkiewicz, polski muzyk, autor tekstów i piosenek, multiinstrumentalista, członek zespołów Pogodno i Babu Król (zm. 2022)
- 18 sierpnia – Rich Cronin, amerykański muzyk, piosenkarz i autor piosenek (zm. 2010)
- 20 sierpnia – Maksim Wiengierow, izraelski skrzypek pochodzenia rosyjskiego, dyrygent i pedagog muzyczny
- 22 sierpnia – Michał Czachowski, polski gitarzysta flamenco, architekt i publicysta
- 23 sierpnia
  - Seth Binzer, amerykański wokalista, frontman i współzałożyciel zespołu Crazy Town (zm. 2024)
  - Ovidiu Cernăuțeanu, rumuńsko-norweski piosenkarz i producent muzyczny
  - Gunvor Guggisberg, szwajcarska piosenkarka i tancerka
- 24 sierpnia – Órla Fallon, irlandzka piosenkarka, harfistka
- 29 sierpnia – Mario Winans, amerykański piosenkarz, autor tekstów, producent muzyczny i multiinstrumentalista
- 1 września
  - Renārs Kaupers, łotewski piosenkarz pop i aktor, wokalista grupy Brainstorm
  - Filip Nikolic, francuski piosenkarz, kompozytor i aktor (zm. 2009)
  - Grzegorz Wilkowski, polski muzyk metalowy, kompozytor, wokalista i multiinstrumentalista
- 4 września – Carmit Bachar, amerykańska aktorka, tancerka i wokalistka
- 9 września – Marcos Curiel, amerykański gitarzysta zespołu P.O.D.
- 12 września
  - Jennifer Nettles, amerykańska wokalistka country; muzyk zespołu Sugarland
  - Grzegorz Warchoł, polski gitarzysta basowy i kontrabasista; muzyk grupy Lombard (zm. 2007)
- 16 września – Loona, właśc. Marie-Jose van der Kolk, holenderska piosenkarka
- 20 września – Elles de Graaf, holenderska piosenkarka i tancerka
- 22 września – Anthony Dupray, francuski piosenkarz i aktor
- 24 września – Kati Wolf, węgierska piosenkarka
- 5 października – Heather Headley, trynidadzko-tobagijska wokalistka, autorka utworów i aktorka
- 7 października – Charlotte Perrelli, szwedzka piosenkarka
- 10 października – Francesco Bottigliero, włoski dyrygent
- 13 października – Krystian Kozerawski, polski gitarzysta rockowy
- 18 października – Peter Svensson, szwedzki multiinstrumentalista, kompozytor i autor tekstów, członek The Cardigans
- 23 października – Eric Bass, amerykański muzyk i producent muzyczny, basista zespołu Shinedown
- 29 października – Marcin Murawski, polski altowiolista, dyrygent, pedagog i dziennikarz
- 2 listopada – Prodigy, właśc. Albert Johnson, amerykański raper (zm. 2017)
- 4 listopada – Cedric Bixler-Zavala, amerykański piosenkarz, wokalista takich zespołów jak At the Drive-In i The Mars Volta
- 7 listopada – Monika Brewczak, polska wokalistka, multiinstrumentalistka, dyrygent, chórmistrz, kompozytor, doktor sztuk muzycznych
- 9 listopada – Anna Serafińska, polska piosenkarka jazzowa
- 10 listopada – Niko Hurme, fiński basista
- 15 listopada – Chad Kroeger, kanadyjski piosenkarz, autor tekstów i gitarzysta zespołu Nickelback
- 16 listopada – Agnieszka Wilczyńska, polska piosenkarka jazzowa
- 19 listopada – Morten Bergeton Iversen, norweski muzyk metalowy, kompozytor, wokalista i instrumentalista, a także producent muzyczny
- 22 listopada – Patryk Zakrocki, polski skrzypek, artysta dźwiękowy, kompozytor
- 23 listopada – Aleksandra Kaczkowska, polska dziennikarka muzyczna, fotografik
- 24 listopada
  - Wojciech Kałamarz, polski kapłan Zgromadzenia Misji, kompozytor, muzykolog, redaktor, dyrygent, wykładowca
  - Przemysław Kuczyński, polski perkusista, muzyk sesyjny, kompozytor, realizator nagrań
- 28 listopada
  - apl.de.ap, właśc. Allan Pineda Lindo, amerykański raper, producent muzyczny i perkusista, członek zespołu Black Eyed Peas
  - Daz Sampson, brytyjski muzyk, piosenkarz, autor tekstów, producent muzyczny i menedżer piłkarski
  - Styles P, właśc. David Styles, amerykański raper
- 29 listopada – Big Pokey, amerykański raper (zm. 2023)
- 5 grudnia – Daniel Bergstrand, szwedzki producent muzyczny, realizator oraz inżynier dźwięku, a także muzyk, kompozytor i aranżer
- 6 grudnia – Marcin Nowakowski, polski saksofonista, kompozytor, muzyk sesyjny
- 15 grudnia – Acey Slade, amerykański basista i wokalista rockowy
- 19 grudnia – Travis Ryan, amerykański muzyk metalowy, kompozytor, wokalista i multiinstrumentalista, członek zespołu Cattle Decapitation
- 20 grudnia – Wasyl Slipak, ukraiński śpiewak operowy (kontratenor, bas-baryton) (zm. 2016)
- 21 grudnia
  - Olo Walicki, polski kontrabasista jazzowy
  - Erika Ender, panamska piosenkarka i autorka tekstów

## Zmarli
- 5 stycznia – Lew Oborin, rosyjski pianista; zwycięzca I Międzynarodowego Konkursu Pianistycznego im. Fryderyka Chopina w 1927 (ur. 1907)
- 26 stycznia
  - Wiktor Łabuński, polski pianista, kompozytor i dyrygent (ur. 1895)
  - Julius Patzak, austriacki śpiewak operowy (tenor), wykładowca akademicki (ur. 1898)
- 2 lutego – Jean Absil, belgijski kompozytor (ur. 1893)
- 4 lutego – Mihail Andricu, rumuński kompozytor (ur. 1894)
- 10 lutego – Franciszka Platówna-Rotter, polska śpiewaczka operowa (sopran dramatyczny) (ur. 1894)
- 15 lutego
  - Kurt Atterberg, szwedzki kompozytor i dyrygent (ur. 1887)
  - Halina Sembrat, polska pianistka i kompozytorka (ur. 1908)
- 28 lutego – Katarzyna Feldman, polska aktorka teatralna i śpiewaczka operowa (ur. 1886)
- 8 marca – Alberto Rabagliati, włoski piosenkarz i aktor (ur. 1906)
- 12 kwietnia – Bogusław Klimczuk, polski kompozytor, pianista, dyrygent (ur. 1921)
- 25 kwietnia – Edward Mąkosza, polski kompozytor, pedagog, dyrygent, organista, etnomuzykolog (ur. 1886)
- 8 maja – Graham Bond, brytyjski wokalista, saksofonista altowy i organista jazzowy, bluesowy i rockowy (ur. 1937)
- 9 maja – Lubomir Pipkow, bułgarski kompozytor, pianista i pedagog muzyczny (ur. 1904)
- 13 maja – Włodzimierz Ormicki, polski dyrygent i kompozytor (ur. 1905)
- 14 maja – Hipólito Lázaro, hiszpański śpiewak operowy (tenor) (ur. 1887)
- 24 maja – Duke Ellington, amerykański pianista i kompozytor (ur. 1899)
- 14 czerwca – Knud Jeppesen, duński muzykolog i kompozytor (ur. 1892)
- 22 czerwca – Darius Milhaud, francuski kompozytor (ur. 1892)
- 21 lipca – Paweł Lewiecki, polski pianista i pedagog muzyczny (ur. 1896)
- 28 lipca – Stanisław Paszke, dyrygent, kompozytor, nauczyciel muzyki, kapitan kapelmistrz Wojska Polskiego (ur. 1894)
- 29 lipca – Cass Elliot, amerykańska piosenkarka zespołu Mamas & Papas (ur. 1941)
- 6 sierpnia – Gene Ammons, amerykański saksofonista jazzowy (ur. 1925)
- 11 sierpnia – Marija Maksakowa, rosyjska śpiewaczka operowa (mezzosopran) (ur. 1902)
- 13 sierpnia – Tina Brooks, amerykański saksofonista jazzowy (ur. 1932)
- 3 września – Harry Partch, amerykański kompozytor (ur. 1901)
- 8 września – Wolfgang Windgassen, niemiecki śpiewak operowy (tenor) (ur. 1914)
- 5 października – Ebe Stignani, włoska śpiewaczka operowa (mezzosopran) (ur. 1903)
- 6 października – Jerzy Kobza-Orłowski, polski śpiewak operowy (tenor) (ur. 1924)
- 13 października – Josef Krips, austriacki dyrygent (ur. 1902)
- 24 października – Dawid Ojstrach, rosyjski skrzypek pochodzenia żydowskiego (ur. 1908)
- 9 listopada – Egon Wellesz, brytyjski kompozytor, choreograf, muzykolog, teoretyk muzyki austriackiego pochodzenia (ur. 1885)
- 12 listopada – Włodzimierz Tomaszczuk, polski flecista orkiestrowy (ur. 1920)
- 21 listopada – Frank Martin, szwajcarski kompozytor (ur. 1890)
- 25 listopada – Nick Drake, brytyjski wokalista, gitarzysta i autor piosenek (ur. 1948)
- 14 grudnia – Karin Branzell, szwedzka śpiewaczka operowa (alt) (ur. 1891)
- 17 grudnia – Bing Slamet, właśc. Ahmad Syech Albar, indonezyjski piosenkarz, autor tekstów, komik i aktor (ur. 1927)
- 26 grudnia – Knudåge Riisager, duński kompozytor (ur. 1897)

## Albumy

### polskie
- Bądź szczęśliwa – Jacek Lech
- Bemowe Frazy – Bemibem
- Janusz Laskowski (Don dari dari) – Janusz Laskowski
- Kamienie – Breakout
- Magia obłoków – Marek Grechuta
- Rok – Maryla Rodowicz
- Rytm Ziemi – Czerwone Gitary
- SBB – SBB
- Stenia 4 – Stenia Kozłowska
- W cichą noc – Jerzy Połomski
- Warszawa moja miłość – Jerzy Połomski
- Test – Test
- Tyle słońca w całym mieście – Anna Jantar
- Ewa Demarczyk – Ewa Demarczyk

### zagraniczne
- Waterloo – ABBA
- Endless Summer – Beach Boys
- Diamond Dogs – David Bowie
- David Live – David Bowie
- Hell – James Brown
- Reality – James Brown
- In for the Kill! – Budgie
- The Singles: 1969–1973 – Carpenters
- 461 Ocean Boulevard – Eric Clapton
- New Skin for the Old Ceremony – Leonard Cohen (11 sierpnia)
- Perry – Perry Como
- Big Fun – Miles Davis
- Dark Magus: Live at Carnegie Hall – Miles Davis
- Get up with It – Miles Davis
- Burn – Deep Purple
- 7-Tease – Donovan
- Before the Flood – Bob Dylan
- Planet Waves – Bob Dylan
- Eldorado – A Symphony by the Electric Light Orchestra – Electric Light Orchestra
- Welcome Back My Friends to the Show That... – Emerson, Lake and Palmer
- Heroes Are Hard to Find – Fleetwood Mac
- Focus III – Focus
- The Lamb Lies Down on Broadway – Genesis
- Three Friends i Octopus – Gentle Giant
- The Grateful Dead From the Mars Hotel – Grateful Dead
- Loose Ends (w UK) – Jimi Hendrix
- Unrest – Henry Cow
- Lady in Autumn – Billie Holiday
- Rocka Rolla – Judas Priest
- Red – King Crimson
- Starless and Bible Black – King Crimson
- KISS – KISS
- Hotter Than Hell – KISS
- Walls and Bridges – John Lennon
- Second Helping – Lynyrd Skynyrd
- Court and Spark – Joni Mitchell
- It's Too Late to Stop Now – Van Morrison
- Veedon Fleece – Van Morrison
- Windfall – Ricky Nelson i Stone Canyon Band
- Hergest Ridge – Mike Oldfield
- Sneakin' Sally Through the Alle – Robert Palmer
- Charlie Parker on Dial – Charlie Parker
- Queen II – Queen
- Sheer Heart Attack – Queen
- Rock and Roll Animal – Lou Reed
- Prologue – Renaissance
- Country Life – Roxy Music
- Rush – Rush
- Blackdance – Klaus Schulze
- Old, New, Borrowed and Blue – Slade
- Slade In Flame – Slade
- Crime of the Century – Supertramp
- Phaedra – Tangerine Dream
- Nightlife – Thin Lizzy
- Phenonmenon – UFO
- 1969: The Velvet Underground Live – The Velvet Underground
- Journey to the Centre of the Earth i The Myths & Legends of King Arthur – Rick Wakeman
- Can’t Get Enough of Your Love Babe – Barry White
- Fulfillingness’ First Finale – Stevie Wonder
- Rock Bottom – Robert Wyatt
- Relayer – Yes
- On the Beach – Neil Young
- Apostrophe – Frank Zappa

## Muzyka poważna

### Kompozycje
- Lukas Foss – Salomon Rossi Suite, Concerto for solo percussion and orchestra
- Julian Gembalski – Tryptyk[2]

### Wydarzenia
- Podczas Międzynarodowego Festiwalu Muzyki Współczesnej „Warszawska Jesień” 24 września miało miejsce prawykonanie Krzesanego Wojciecha Kilara

## Nagrody
- Konkurs Piosenki Eurowizji 1974
  - „Waterloo”, ABBA